# Eduard Müller (urzędnik)
Eduard Müller (ur. 31 sierpnia 1962 w Oberwarcie) – austriacki ekonomista i urzędnik państwowy, w latach 2019–2020 minister finansów.

## Życiorys
Ukończył szkołę handlową, po czym podjął pracę w służbach finansowych Burgenlandu. W 1994 został absolwentem studiów ekonomicznych na Fernuniversität in Hagen. W tym samym roku przeszedł do pracy w Finanzlandesdirektion Wien (wiedeńskiej dyrekcji finansowej), a w 1997 do federalnego resortu finansów. Od 2001 kierował w nim zespołem zajmującym się reformą administracji finansowej, zajmował się też administracją podatkową i celną. W latach 2013–2015 był dyrektorem zarządzającym wydawnictwa Linde Verlag, po czym powrócił do ministerstwa na wyższe stanowisko dyrektorskie. Został też zastępcą sekretarza generalnego resortu i przewodniczącym komisji egzaminacyjnej dla doradców podatkowych.
W czerwcu 2019 objął urząd ministra finansów w technicznym rządzie Brigitte Bierlein; powierzono mu też kwestie służby cywilnej i sportu. Stanowisko to zajmował do stycznia 2020.
W tym samym roku wszedł w skład kierownictwa austriackiego regulatora finansowego Finanzmarktaufsichtsbehörde (FMA).